# 美北浸礼会差会
美北浸礼会差会（英語：American Baptist Foreign Mission Society , ABF)是美国浸礼会和美北浸礼会的海外传教机构。1814年美国浸礼会成立差会。1845年，美国的浸信会分裂成美南浸信会和美北浸礼会。

## 在中国
1836年，美国浸礼会派遣传教士来华，首先在葡屬澳门（1837年）及英屬香港（1841年）落脚。
1919年，美国浸礼会差会在华传教士188人，在各省分布情况如下：
1. 广东50人
2. 浙江50人
3. 四川49人
4. 江苏34人
5. 江西5人

1919年美国浸礼会在华受餐信徒8562人，在各省分布情况如下：
1. 广东4802人
2. 浙江2002人
3. 四川1263人
4. 江西334人
5. 江苏106人
6. 福建55人

### 岭东（华南）
- 传教站：汕頭（1860年）; 潮州（1894年）; 嘉应（1890年）;揭阳（1895年）；潮阳；河婆(揭西)；黄冈饶平（1893年）；江西长宁（寻乌，1912年）;
- 教堂：礐石教堂，揭阳北门外教堂，嘉应东门礼拜堂。
- 学校：角光中学，嘉应广益中学。
- 医院：汕头益世医院，潮阳潮光医院，揭阳真理医院，河婆大同医院。

### 浙沪（华东）
- 传教站：宁波（1843年）;绍兴（1869年）；金华（1883年）; 湖州（1888年）;杭州（1899年）;上海 （1907年）;
- 教堂：杭州东街路民众堂，绍兴东街大坊口真神堂，宁波真神堂(西门)、真神堂(北郊、后归浸会中学使用)；金华真神堂，上海文监师路真神堂
- 学校：上海沪江大学，杭州蕙兰中学，宁波浙东中学(合办)，绍兴越光中学，
- 医院：宁波北门华美医院，绍兴南街福康医院，金华福音医院

### 四川（华西）

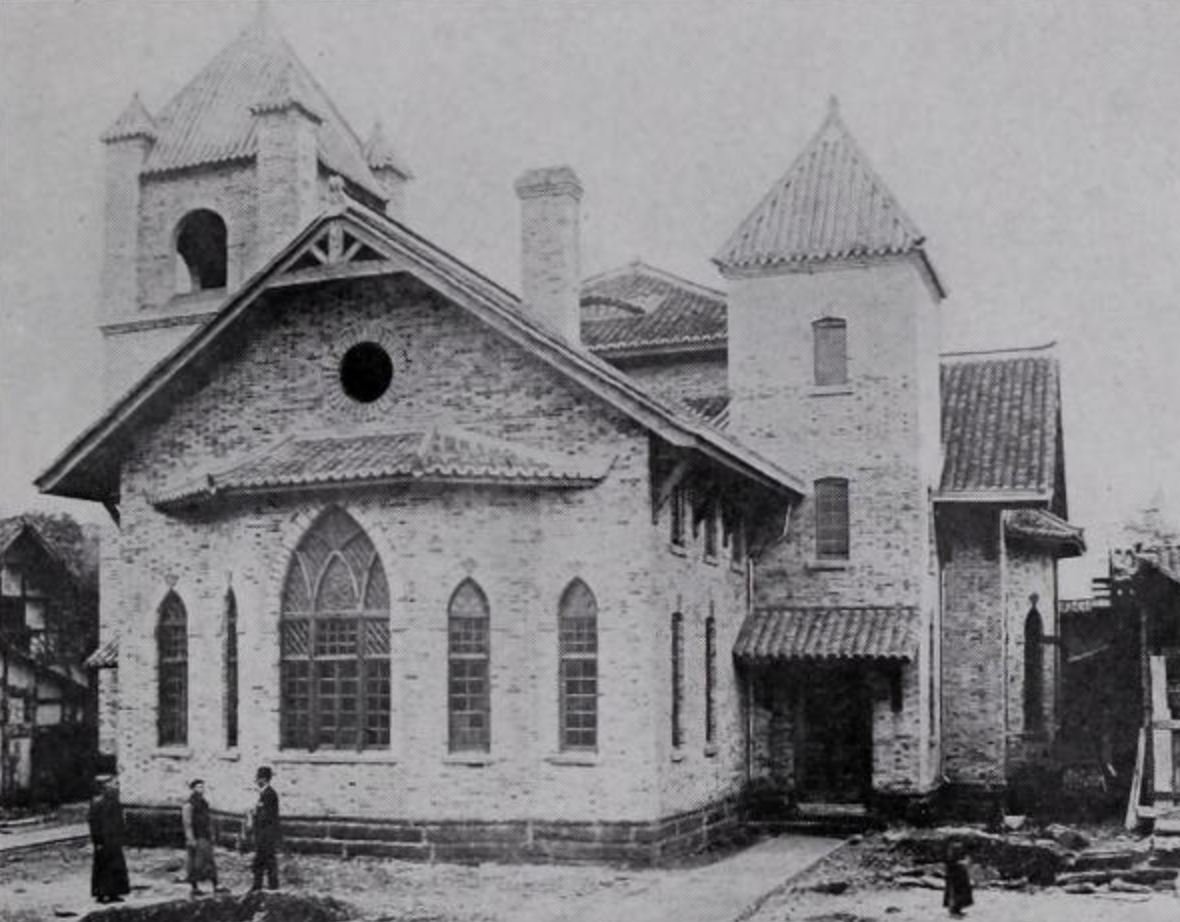
原雅州浸禮會教堂

- 传教站：叙府（今宜宾市，1890年）; 嘉定府（今乐山市，1894年）; 雅州府（今雅安市，1894年）；寧遠府（今西昌市，1905）；成都府（今成都市，1909年）
- 教堂：成都南打金街教堂，东大街分堂，雅安浸禮會教堂，寧遠府禮拜堂
- 学校：成都华西协合大学，雅安私立明德初級中學校
- 医院：雅安仁德医院，叙府明德女医院

## 著名人物
- 叔未士（Shuck, Jehu Lewis）